# OSAKA海遊きっぷ
OSAKA海遊きっぷ（おおさかかいゆう～）は大阪市高速電気軌道（Osaka Metro）を中心に、阪急電鉄（阪急）、京阪電気鉄道（京阪）、南海電気鉄道（南海）、北大阪急行電鉄（北急）、近畿日本鉄道（近鉄）、能勢電鉄（能勢電）で発売している通年タイプの乗り放題の電子カードと海遊館の入場券、ベイエリアを中心とした料金割引がセットになった切符である。過去には泉北高速鉄道（2017年度版をもって終了）、神戸電鉄（神鉄、終了時期不明）、阪神電気鉄道(阪神、終了時期不明)も発売していた。

## 概要
海遊館への観光客誘致のために登場した。通年発売はしているが、4月1日からの1年単位で切符を更新している。有効期間（発売年の4月1日から翌年4月30日）の間の一日に有効。
海遊館が新型コロナウイルス感染症緊急事態宣言発令による休館となり、終了した後2020年6月1日から営業を再開したが、感染予防の観点から当分の間時間あたりの入館者数を制限するためインターネットでの事前予約での時間指定の入館券発売となったため発売を休止している。2021・2022年度版発売無し、2023年版についても当面発売を見送る。

## 発売会社と乗り放題のエリア
- 大阪市内版-Osaka Metro・大阪シティバス全線。

これをベースに、各社版が組まれている。
- 阪急版-大阪市内版＋阪急全線
- 京阪版-大阪市内版＋京阪線全線（大津線を除く）
- 南海版-大阪市内版＋南海全線
- 北急版-大阪市内版＋北急全線
- 近鉄版1-大阪市内版＋大阪難波駅～石切駅・布施駅～堅下駅・信貴山口駅～河内山本駅・長田駅～新石切駅・大阪阿部野橋駅～道明寺駅の各区間
- 近鉄版2-大阪市内版＋近鉄線内のスルッとKANSAI有効エリア
- 能勢電版-大阪市内版＋能勢電全線・阪急全線
- 泉北高速版（2017年度版をもって終了）-大阪市内版＋泉北高速鉄道全線＋南海高野線（難波～堺、汐見橋～中百舌鳥）
- 神鉄版（終了時期不明）-大阪市内版＋神鉄全線・神戸高速線（湊川駅～三宮駅）・阪急全線
- 阪神版（2010年2月に販売開始、終了時期不明）-大阪市内版＋阪神全線（神戸高速線を除く）[1]

## 割引施設一覧

### ベイエリア
- 天保山大観覧車
- 大阪文化館・天保山
- 天保山マーケットプレース
- ホテルシーガルてんぽーざん大阪
- 観光船サンタマリア
- キャプテンライン
- アジア太平洋トレードセンター
- 大阪府咲洲庁舎展望台

### ベイエリア以外
- 梅田スカイビル（空中庭園展望台）
- 大丸ミュージアム梅田
- 大阪くらしの今昔館
- キッズプラザ大阪
- 大阪市立東洋陶磁美術館
- 国立国際美術館
- 大阪市立科学館
- アクアライナー（大阪水上バス）
- 咲くやこの花館
- 大阪城天守閣
  - 大阪城西の丸庭園
- 大阪歴史博物館
- 大阪企業家ミュージアム
- 湯木美術館
- スーパーホテルCity大阪天然温泉花乃井
- 京セラドーム大阪
- 上方浮世絵館
- 日本工芸館
- 通天閣
- 大阪人権博物館（リバティおおさか）
- 四天王寺
- 大阪市天王寺動物園
- あべのアポロシネマ
- 阪急航空（八尾空港内）